# Wilhelmina Krafft
Maria Wilhelmina Krafft, född 10 maj 1778 i Stockholm, död 29 november 1828 i Norrköpings Sankt Olai församling, Östergötlands län, senare Wilhelmina Noreus, var en svensk målare och miniatyrporträttör.

## Biografi
Wilhelmina Krafft var dotter till konstnären Per Krafft d.ä. och Maria Vilhelmina Ekebom och syster till konstnären Per Krafft d.y.. Hon gifte sig med provinsialläkaren Olof Noréus 1805 och blev mor till målaren Pamela Noreus. 
Wilhelmina Krafft och hennes bror användes av fadern som modeller i hans barnporträtt, en genre som han var banbrytande med i Sverige. Ett av dem visar sonen skissande på en teckning betraktad av sin beundrande syster Wilhelmina (1783), en annan visar Wilhelmina ensam i bön (1782). 
Hon studerade tillsammans med brodern vid Konstakademien på 1790-talet och ägnade sig i synnerhet åt miniatyrmåleri där hon fick specialundervisning av Lorentz Sparrgren. Hon debuterade med brodern 1797 och ansågs så talangfull att hon belönades med medalj av akademin vid sin första utställning för "vackra prof. arbeten i mignature", troligen som första kvinna i Sverige. Hon deltog även i 1798 års utställning. Hennes stil var kylig och kall och hon var som sådan en typisk representant för nyklassicismen eller empirestilen. Hon utförde främst personporträtt i miniatyr och tillhörde den nyklassiska målarstilen. 
Hon var representerad vid Svenska konstnärers retrospektiva utställning i Stockholm 1898 och vid Bukowskis miniatyrutställning 1915. Krafft är representerad vid Nationalmuseum i Stockholm.

## Verk i urval

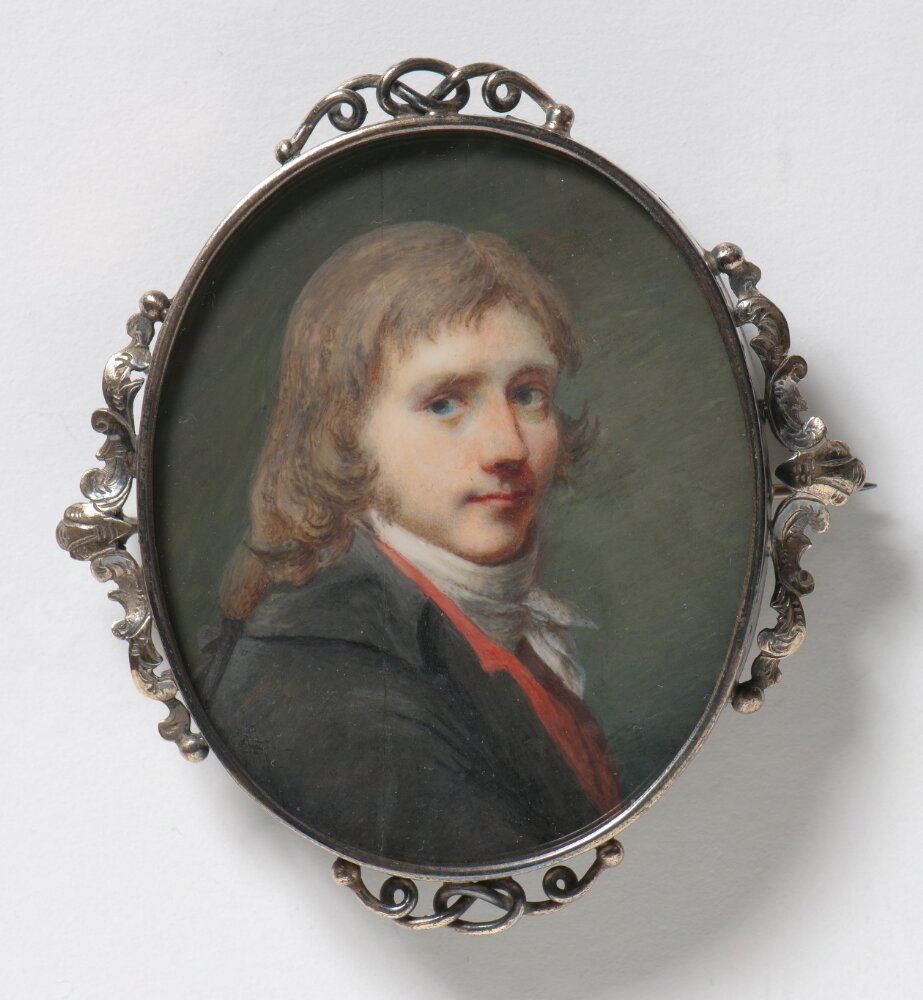
Miniatyr med porträtt av Per Krafft den yngre (ca. 1800).